# Parauchenoglanis
Parauchenoglanis es un género de peces actinopeterigios de agua dulce, distribuidos por ríos y lagos de África.

## Lista de las especies
Existen especies reconocidas en este género:
- Parauchenoglanis ahli (Holly, 1930)
- Parauchenoglanis altipinnis (Boulenger, 1911)
- Parauchenoglanis balayi (Sauvage, 1879)
- Parauchenoglanis buettikoferi (Popta, 1913)
- Parauchenoglanis chiumbeensis Sithole, Vreven, Bragança, Musschoot & Chakona, 2024[4]
- Parauchenoglanis dolichorhinus Sithole, Vreven, Bragança, Musschoot & Chakona, 2024[4]
- Parauchenoglanis ernstswartzi Sithole, Vreven, Bragança, Musschoot & Chakona, 2024[4]
- Parauchenoglanis longiceps (Boulenger, 1913)
- Parauchenoglanis lueleensis Sithole, Vreven, Bragança, Musschoot & Chakona, 2024[4]
- Parauchenoglanis luendaensis Sithole, Vreven, Bragança, Musschoot & Chakona, 2024[4]
- Parauchenoglanis megalasma Sithole, Vreven, Bragança, Musschoot & Chakona, 2024[4]
- Parauchenoglanis monkei (Keilhack, 1910)
- Parauchenoglanis ngamensis (Boulenger, 1911)
- Parauchenoglanis pantherinus (Pellegrin, 1929)
- Parauchenoglanis patersoni Sithole, Vreven, Bragança, Musschoot & Chakona, 2024[4]
- Parauchenoglanis poikilos Sithole, Vreven, Bragança, Musschoot & Chakona, 2024[4]
- Parauchenoglanis punctatus (Boulenger, 1902)